# Sirasuso Yama
Sirasuso Yama (von japanisch しらすそ山 ‚Glasfisch-Hügel‘) ist ein 361,8 m hoher und abgerundeter Hügel an der Prinz-Harald-Küste des ostantarktischen Königin-Maud-Lands. Er ragt im östlichen Teil der Skarvsnes am Ufer der Lützow-Holm-Bucht auf.
Norwegische Kartographen kartierten ihn 1946 anhand von Luftaufnahmen der Lars-Christensen-Expedition 1936/37. Japanische Wissenschaftler, die ihn auch 1975 benannten, nahmen anhand von Luftaufnahmen und Vermessungen aus den Jahren von 1959 bis 1973 eine präzisere Kartierung vor.